# Delmar (álbum)
Delmar es el primer álbum del grupo argentino de stoner rock Los Natas, editado en 1998 por el sello estadounidense Man's Ruin Records.
Una versión abreviada de este álbum había sido editada en 1996 en formato casete, edición de ocho temas que fue auto-producida por el grupo.

## Lista de temas
1. «Samurai»  5:08
2. «1980»  2:39
3. «Trilogía»  5:41
4. «I Love You»  5:31
5. «Soma»  6:47
6. «Mux Cortoi»  2:58
7. «Delmar»  4:01
8. «Windblows»  5:05
9. «El Negro»  5:37
10. «Alberto Migré»  6:12

## Intérpretes
- Sergio Chotsourian: guitarra, voz
- Walter Broide: batería, voz
- Miguel Fernández: bajo
- Natas & Pichón Dalpont: producción